# Ліхтарні акули
Ліхтарні акули (Etmopteridae) — родина акул ряду Катраноподібні (Squaliformes). Родина містить 45 видів у 5 родах. Це дрібні акули (до 90 см), що поширені на великих глибинах по всьому світі. Назва родини походить від наявності фотофор на тілі акули, що світяться у темряві глибин.

## Ареал проживання
Ліхтарні акули мешкають в північно-західній, південно-західній і західно-центральній частині Тихого океану біля берегів Японії, Тайваню, Австралії, Нової Каледонії і Нової Зеландії, а також в Жовтому і Південно-Китайському морі; в південно-західній частині Атлантичного океану вони трапляються у водах Уругваю та Аргентини, а в південно-східній Атлантиці — біля узбережжя Намібії. У західній частині Індійського океану вони присутні біля мису Доброї Надії, біля берегів ПАР, Мозамбіку і Танзанії.

## Зовнішній вигляд
Тіло досить щільне, з довгим хвостом. Великі овальні очі витягнуті по горизонталі. Позаду очей є крихітні бризкальця. Ніздрі розміщені на кінчику рила. Біля основи обох спинних плавців розташовані рифлені шипи. Другий спинний плавець і шип більші за перших. Грудні плавці маленькі, трикутної форми. Відстань від початку основи черевних плавників до вертикалі, проведеної через основи нижньої лопаті хвостового плавця, приблизно дорівнює відстані від кінчика рила до першої зябрової щілини, в 1,5 рази перевищує дистанцію між основами грудних і черевних плавників і трохи коротше відстані між спинними плавцями. У дорослих акул відстань між основами грудного і черевного плавців досить істотне і приблизно дорівнює довжині голови. Відстань від кінчика рила до першого спинного шипа приблизно дорівнює відстані між першим спинним шипом і заднім кінчиком другого спинного плавця. Ширина голови дорівнює відстані від кінчика рила до рота і приблизно в 1,8 разів перевищує відстань від бризкалець дощенту грудних плавців. Основа першого спинного плавця ближча до грудних плавниках. Зяброві щілини середнього розміру, ширші за бризкальця і складають 1/3 довжини ока. Верхні зуби оснащені трьома або менше парами зубців. Тіло нещільно покрито рівними поздовжніми рядами тонких плакоїдних лусочок конічної форми з зубцем. Голова і дистальна поверхня плавників частково позбавлені луски.

## Роди
- Родина Etmopteridae  Fowler, 1934 — Ліхтарні акули
  - Рід Aculeola  de Buen, 1959
  - Рід Centroscyllium  Müller & Henle, 1841 — Зубата акула
  - Рід Etmopterus  Rafinesque, 1810 — Ліхтарна акула
  - Рід Miroscyllium  Shirai & Nakaya, 1990
  - Рід Trigonognathus  Mochizuki & Ohe, 1990